# Hrycowola
Hrycowola (ukr. Грицеволя) – wieś na Ukrainie, w obwodzie lwowskim, w rejonie szeptyckim.

## Historia
Wieś starostwa szczurowickiego, położona była w XVIII wieku w powiecie buskim.
Za II Rzeczypospolitej do 1934 wieś stanowiła samodzielną gminę jednostkową w powiecie radziechowskim w woj. tarnopolskim. W związku z reformą scaleniową została 1 sierpnia 1934 roku włączona do nowo utworzonej wiejskiej gminy zbiorowej Laszków w tymże powiecie i województwie.
Przed 1939 ziemianką z Hrycowoli i miejscową działaczką społeczną była Jadwiga hr. Rzyszczewska.
Po wojnie wieś weszła w struktury administracyjne Związku Radzieckiego.
Do 2020 w rejonie radziechowskim.

## Liczba mieszkańców
| Rok  | Liczba mieszkańców | Przypis               |
| ---- | ------------------ | --------------------- |
| 2001 | 554                | [ potrzebny przypis ] |
| 2021 | 484                | [ 4 ]                 |